# Club Deportivo Boston College (baloncesto)
El Club Deportivo Boston College es un club integral, perteneciente a la red de colegios Boston College, que comprende varias disciplinas deportivas, en las cuales en el último periodo ha tenido grandes e importantes resultados. Sus Ramas deportivas son Principalmente Basquetbol, Voleibol, Karate, Tenis de Mesa, Tenis y Fútbol Femenino. Todas las ramas deportivas participan en alta competencia en sus diversas categorías.
La Rama de Básquetbol Boston College, tras retirarse de la División Mayor del Básquetbol de Chile en 2009, durante 2010 disputó la Liga Nacional, la principal categoría de básquetbol organizada por la Federación de Básquetbol de Chile.
El club ha conseguido exitosas campañas en ésta liga, siendo su mejor resultado el 2° lugar obtenido en las temporadas 2010, 2011-12 y 2012-13 donde fue durante algunos años el equipo con más subcampeonatos en la historia de la liga. También consiguió ser semifinalista en la temporada 2013-14. La única participación internacional lograda por el club es la Liga Sudamericana de Clubes 2011, quedando eliminado en la fase de grupos.

## Trayectoria
Nota: G: Partidos ganados; P: Partidos perdidos; Pts: Puntos
| Temporada     | G                       | P                       | Pts                     | Play-offs                                                             | Resultado |
| ------------- | ----------------------- | ----------------------- | ----------------------- | --------------------------------------------------------------------- | --- |
| Dimayor       |                         |                         |                         |                                                                       | |
| 2003          | 0                       | 20                      | 20                      |                                                                       | |
| 2004          | 1                       | 21                      | 23                      |                                                                       | |
| 2005          | 10                      | 12                      | 32                      |                                                                       | |
| 2006-07       | 16                      | 6                       | 38                      | Gana 1.ª Ronda Pierde Semifinales                                     | Boston College 3 - D. Castro 1 Liceo Mixto 3 - Boston College 0                                                                       |
| 2007-08       | 11                      | 11                      | 33                      | Gana 1.ª Ronda Pierde Semifinales                                     | Boston College 3 - Puente Alto C.D. 2 Liceo Mixto 3 - Boston College 0                                                                |
| 2008-09       | 14                      | 8                       | 36                      | Gana 1.ª Ronda Gana 2.ª ronda Gana Semifinales Pierde Finales Dimayor | Boston College 2 - D. Ancud 0 Boston College 3 - D. Valdivia 0 Boston College 3 - U. de Concepción 2 Liceo Mixto 4 - Boston College 2 |
| 2009          | 14                      | 8                       | 36                      | Gana 1.ª Ronda Gana 2.ª ronda Pierde Semifinales                      | Boston College 3 - Español de Talca 1 Boston College 3 - P. Osorno 0 Liceo Mixto 3 - Boston College 1                                 |
| Totales       | 66                      | 86                      | 218                     |                                                                       | |
| Playoffs      | 23                      | 19                      | 65                      | 0 Campeonatos                                                         | 0 Campeonatos |
| Liga Nacional |                         |                         |                         |                                                                       | |
| 2010          | 4                       | 0                       | 8                       | Gana 1ª ronda Gana Semifinales Pierde Finales Liga Nacional           | Boston College 2 - D. Alemán 0 Boston College 2 - Liceo Mixto 1 Español de Talca 3 - Boston College 1                                 |
| 2011-12       | 16                      | 2                       | 34                      | Gana Semifinales Pierde Finales Liga Nacional                         | Los Leones de Quilpué 0 - Boston College 3 Boston College 1 - Deportes Castro 3                                                       |
| 2012-13       | 8                       | 2                       | 18                      | Gana Semifinales Pierde Finales Liga Nacional                         | AB Ancud 1 - Boston College 3 Español de Talca 3 - Boston College 1                                                                   |
| 2013-14       | 10                      | 4                       | 24                      | Pierde Semifinales                                                    | Boston College 1 - Osorno Básquetbol 3                                                                                                |
| 2014-15       | Retirado del campeonato | Retirado del campeonato | Retirado del campeonato | Retirado del campeonato                                               | Retirado del campeonato |
| Totales       | 38                      | 8                       | 84                      |                                                                       | |
| Playoffs      | 14                      | 13                      | 41                      | 0 Campeonatos                                                         | 0 Campeonatos |

## Participaciones internacionales
Nota: G: Partidos ganados; P: Partidos perdidos; Pts: Puntos
| Temporada                   | G | P | Pts | Resultado    | Encuentros                                                                                   |
| --------------------------- | - | - | --- | ------------ | -------------------------------------------------------------------------------------------- |
| Liga Sudamericana de Clubes |   |   |     |              |                                                                                              |
| 2011                        | 1 | 2 | 4   | Primera fase | Boston College 78 - Atenas 73 Flamengo 97 - Boston College 44 U.T.E. 101 - Boston College 92 |

## Palmarés

### Masculino
Torneos nacionales
- Libcentro (2): 2012, 2013
- Copa Chile de Básquetbol (2): 2012, 2013
- Subcampeón Liga Nacional de Básquetbol (3): 2010, 2011-12 y 2012-13
- Subcampeón Dimayor (1): 2008
- Subcampeón Copa Chile de Básquetbol (1): 2011

Torneos Series Menores
- Campioni del Domani (1): 2013
- Liga de Básquetbol Asociado (1): 1998
- Libcentro Sub-17 (1): 2012
- Copa Sub15 (1): 2012
- Liga Movistar Sub-17 (3.º Lugar): 2012

### Femenino
Torneos nacionales
- Liga Nacional Femenina de Básquetbol (3): 2013, 2015, 2017.